# Картвели, Александр Михайлович
Александр Михайлович Картвели (Картвелишвили) (груз. ალექსანდრე მიხეილის ძე ქართველიშვილი; 9 сентября 1896, Тифлис — 20 июля 1974, Нью-Йорк) — известный американский авиаконструктор грузинского происхождения, грузинский эмигрант первой волны. Главный конструктор фирмы Republic. Создатель самолётов P-47 Thunderbolt, F-84 Thunderjet, F-84F Thunderstreak, F-105 Thunderchief и А-10 Thunderbolt II.

## Биография

### Юность в Российской империи
Александр Картвели родился в Тифлисе, в семье мирового судьи. Учился в Петроградском Технологическом институте, окончил по ускоренной программе курс военного училища и служил в годы Первой Мировой войны в артиллерии. На фронте Картвели впервые видит аэропланы и начинает интересоваться авиацией.

### Эмиграция и жизнь во Франции
В 1919 году правительство Грузии отправляет группу молодых офицеров во Францию для обучения авиационному делу в Высшей авиационной школе (L’Ecole Superieure Aeronautique). После установления в Грузии советской власти, Александр Михайлович решает остаться во Франции, и получил дополнительную специальность электротехника в Высшей электротехнической школе (L’Ecole Superieure d’Electricite). Жизнь в эмиграции вынуждала Картвели зарабатывать на хлеб репетиторством, работой гимнастом на трапеции, и в конце концов он устроился лётчиком-испытателем в фирму Blériot (Блерио). Вскоре его самолёт во время испытательного полёта терпит аварию и Картвели получает травмы шеи и позвоночника, которые ставят крест на дальнейшей лётной карьере.
Однако связь с авиацией не заканчивается: Картвели, имея инженерное образование, становится конструктором фирмы «Societe Industrielle». До 1927 года он работал инженером компаний Louis Blériot и Ferbois SIMB, переименованной в 1927 году в Bernard SIMB. Один из спроектированных им самолётов, Bernard SIMB V-2, 11 ноября 1924 года поставил рекорд скорости в 448 км/ч, продержавшийся 8 лет.
Первой самостоятельной конструкторской работой Картвели становится проект большого пассажирского самолёта для трансатлантических перелётов. Предполагалось, что машина будет иметь 7 двигателей и весить около 50 тонн. Этот проект заинтересовал американского авиационного мецената Чарльза Левина, который стал первым пассажиром перелёта из Америки в Европу. Познакомившись с Картвели в Париже, Левин увлёкся его идеей пассажирского лайнера и предложил конструктору переехать в США и там продолжить работу за его деньги.

### Жизнь в США
В конце 1927 года Картвели и двое его французских коллег-конструкторов прибыли в США по приглашению Левина. Проект большого трансатлантического самолёта реализовать не удалось, и Александр Михайлович, прекратив сотрудничество с Левиным, поступает в фирму Fokker American Company рядовым инженером, где и работает до 1931 года.
В 1931 году Картвели встречает в США своего земляка, также уроженца Тифлиса, Александра Северского, который создавал собственную фирму Seversky Aircraft и предложил Картвели пост главного конструктора.
Северский и Картвели работают совместно до 1939 года, когда по решению совета директоров компании Северского смещают с поста президента фирмы, которая получает название Republic. Картвели становится её вице-президентом и руководителем конструкторского бюро. На этом посту он остаётся до начала 1960-х годов.
В 1950-е годы Картвели был избран членом Национальной авиационной ассоциации, Международного авиационного сообщества и ряда других влиятельных организаций; в это же время получил степень почетного доктора наук.
В 1962 году Картвели покидает фирму Republic и уходит на покой, однако вскоре возвращается к работе, уже как консультант. В 1964 году Картвели на некоторое время уходит с должности из-за конфликтов с руководством, однако в 1965 году Republic была куплена компанией Fairchild Ind., и он возвращается, и участвует в создании штурмовика А-10 Thunderbolt II.
Умер от сердечного приступа 20 июля 1974 года в пригороде Нью-Йорка Хантингтоне, где он жил с женой Джинн Роббинс.
В 2015 году его имя было присвоено Батумскому международному аэропорту.

## Конструкторские разработки

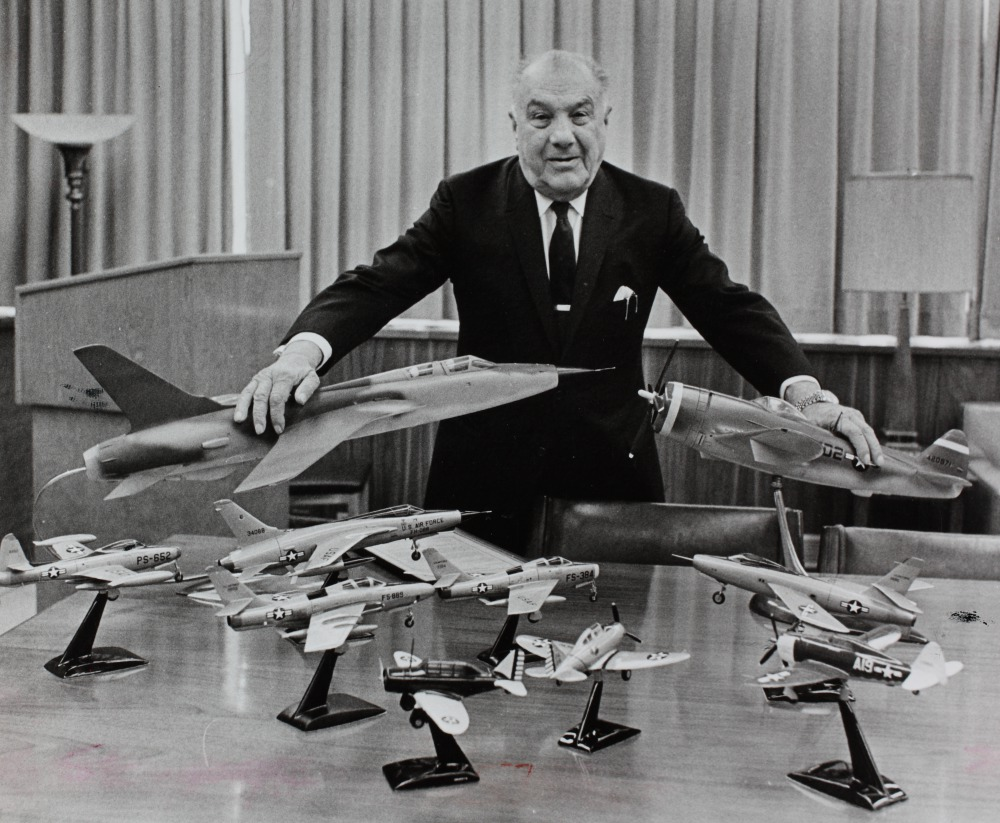
Картвели с моделями своих самолётов (самые большие модели — F-105 и P-47)

### Uncle Sam
Первый самостоятельный проект Александра Картвели представлял собой идею трансконтинентального пассажирского самолёта большой вместимости. В целях экономии «в металле» была построена уменьшенная копия. Конструкция была создана по типу подкосного высокоплана. Фюзеляж — металлический монокок, крыло и хвост — полотняная обшивка на дюралевом силовом наборе. Размах крыла, внутри которого находились топливные баки, достигал 20,7 м. Две трети взлётного веса приходилось на топливо — 6000 кг из 9000 кг общего веса. В экипаже состояли два пилота и штурман. Расчётная дальность должна была составить около 8500 км. Самолёт не смог взлететь из-за желания мецената, Чарльза Левина, поставить не предлагавшийся Картвели двигатель «Фарман» W12 мощностью 550 л. с., а более дешёвый, к тому же — подержанный, «Паккард» (400 л. с.). Его мощности не хватило, чтобы поднять тяжёлый самолёт в воздух.

### ХР-44 Warrior
Экспериментальный истребитель XP-44 начал создаваться фирмой Republic в 1939 году и должен был заменить собой в ВВС США устаревающий P-35. При проектировании Картвели уделил большое внимание аэродинамическим качествам машины: была применена потайная клёпка. Двигатель Pratt-Whitney R-2180 воздушного охлаждения, мощностью 1400 л. с. Самолёт получился быстрым, военным понравился, но в свете начавшейся Второй Мировой войны его живучесть была признана недостаточной.

### P-47 Thunderbolt
Желание ВВС получить самолёт с мощным вооружением и хорошей защитой упиралось в вес самолёта, и, опосредованно, в мощность двигателя. Картвели решил вопрос кардинально — поставив на будущую машину самый мощный мотор, получив тем самым избыточный запас мощности. 18-цилиндровый звездообразный двухрядный Pratt & Whitney R-2800 Double Wasp имел мощность 2000 л. с. — такие двигатели ранее не ставились на истребители. Это сделало P-47 самым большим, тяжёлым, но при этом достаточно скоростным истребителем Второй мировой войны, который с успехом выполнял также функции бомбардировщика и штурмовика.

### RC-3 Seabee
Этот небольшой гражданский самолёт, разработка которого началась в 1944 году, был попыткой фирмы Republic занять сегмент легкомоторной авиации после окончания войны. Лёгкая четырёхместная амфибия должна была стать «летающим автомобилем». Она имела толкающий пропеллер и двигатель мощностью 215 л. с. Всего было выпущено до 1947 года, когда производство было прекращено, 1060 самолётов.

### XF-12
Проект дальнего фоторазведчика. Самолёт получил 4 двигателя по 3200 л. с. и имел скорость 724 км/ч, а дальность — более 7 тысяч километров. Первый полёт совершил в начале 1946 года, однако конец войны и начавшаяся эра реактивной авиации поставили крест на проекте. Чтобы использовать полученные наработки, XF-12 был переоборудован в пассажирский RC-2 Rainbow для трансатлантических перелётов Нью-Йорк — Париж. Этот проект также не получил развития.

### F-84 Thunderjet
F-84 стал первым реактивным самолётом для компании Republic и Александра Картвели. Машина проектировалась под ТРД General Electric J-35. Крыло стало более прямолинейным по сравнению с P-47, а фюзеляж — вытянутым. Шасси получило носовую стойку. Сопло двигателя было выведено в заднюю частью фюзеляжа. Горючее разместили в крыльях, а для увеличения дальности обычными стал дополнительные баки на законцовках крыла. Машина воевала в Корее. Было построено около 4500 самолётов всех модификаций.

### F-84F Thunderstreak
Модификация F-84 с не прямым, а стреловидным крылом (угол 45 градусов) и более мощным двигателем (J-35 сменил J-65). В результате скорость выросла до 1150 км/ч.

### F-105 Thunderchief
F-105 стал последней работой Картвели, созданной целиком под его руководством. Работы над проектом начались в инициативном порядке в 1951 году, с целью создать преемника F-84. Турбореактивный двигатель Pratt-Whitney J-75 выдавал тягу более 10 тонн, и это позволило создать большую машину длиной 20 м и весом в 24 тонны. Особенностью машины был внутренний бомбовой отсек, нетипичный для истребителей. Thunderchief широко применялся во время войны во Вьетнаме.

### A-10 Thunderbolt II
Опыт войны во Вьетнаме потребовал создания хорошо защищённого штурмовика для непосредственной огневой поддержки войск на поле боя. В 1970 году командование ВВС США объявило конкурс на проект такого самолёта, в котором приняло участие 6 компаний. В финале остались только Fairchild, ставшая к тому времени владельцем акций Republic, и Northrop. В 1973 году победителем был признан Fairchild с проектом А-10 — максимально защищённой и живучей машины с пушкой GAU-8 Avenger калибра 30 мм и вращающимся блоком стволов. Так как проект был разработан специалистами бывшей Republic, руководство Fairchild решило отдать им дань уважения, переименовав всю компанию в Fairchild-Republic.